# التعمير الديمقراطي الوطني
التعمير الديمقراطي الوطني (بالإسبانية: Reconstrucción Democrática Nacional) هو حزب سياسي في كولومبيا.
في الانتخابات التشريعية التي أجريت في 10 مارس 2002، فاز الحزب بالتمثيل البرلماني كواحد من العديد من الأحزاب الصغيرة. في انتخابات عام 2006، لم يفز الحزب بأي مقاعد.

## روابط خارجية
- موقع الويب الرسمي باللغة الإسبانية
- الديمقراطية عن بعد: انتخابات 2006 (Portalcol.com) (معلومات حول قائمة الحزب لمرشحي مجلس الشيوخ الكولومبي) باللغة الإسبانية